# Pachypodium geayi
Pachypodium geayi es una especie de arbusto o árbol perteneciente al género Pachypodium, dentro de la familia Apocynaceae. Es endémica del suroeste de Madagasacar, siendo una de las especies de Pachypodium más grandes que existen.

## Descripción

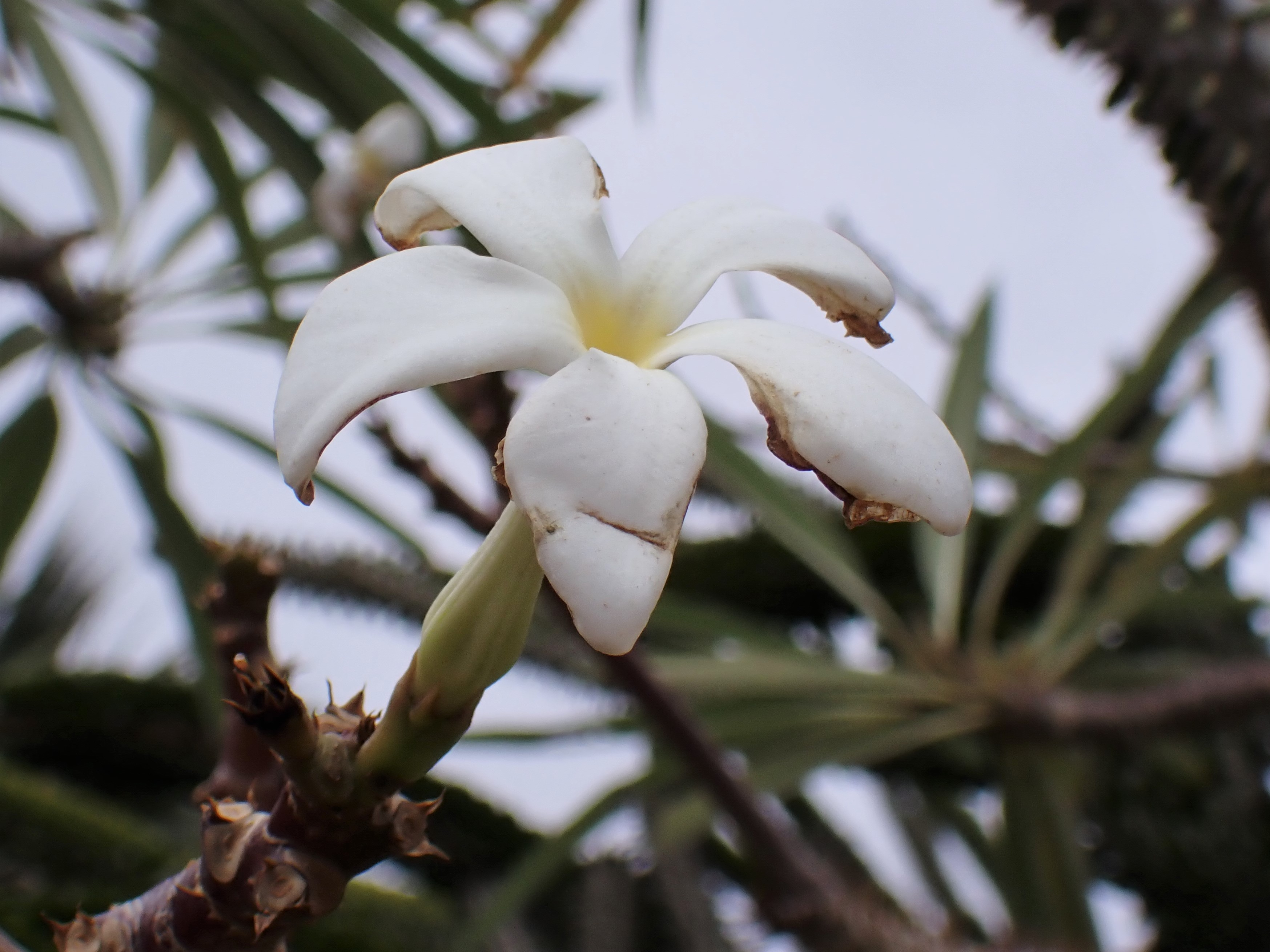
Detalle de la flor

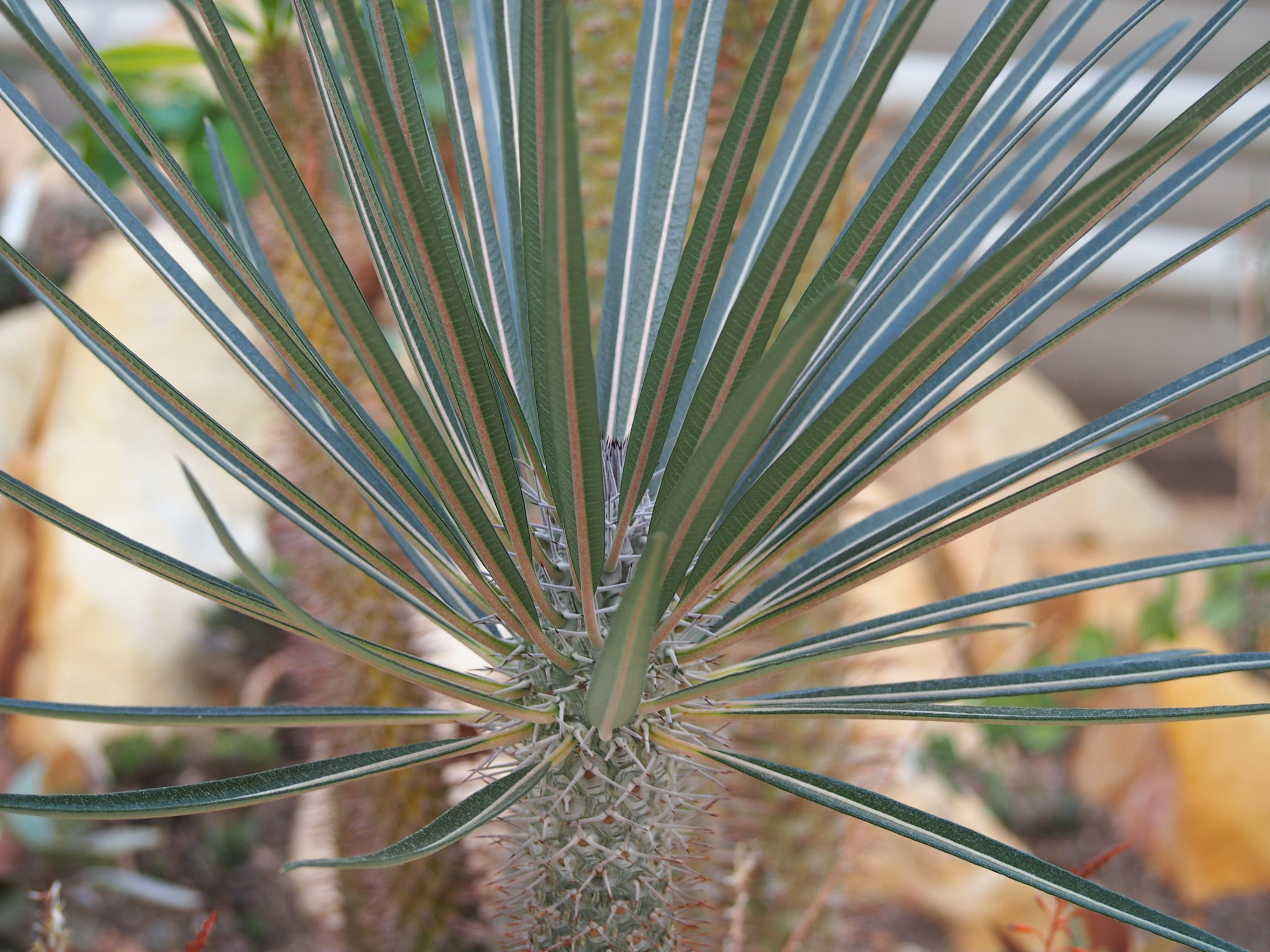
Detalle de la nervadura rosa de las hojas

Pachypodium geayi es un arbusto o árbol constituido por un tronco espinoso desproporcionadamente grueso para su altura y relativamente con pocas ramas. Es de color gris metálico y las hojas son delgadas y de color verde grisáceo, con una nervadura central de color rosa brillante y que pueden llegar a medir 40 cm de largo y 2 cm de ancho. La planta tiene flores blancas de 5 pétalos, con aproximadamente 3-4 cm de diámetro y con forma de estrella.

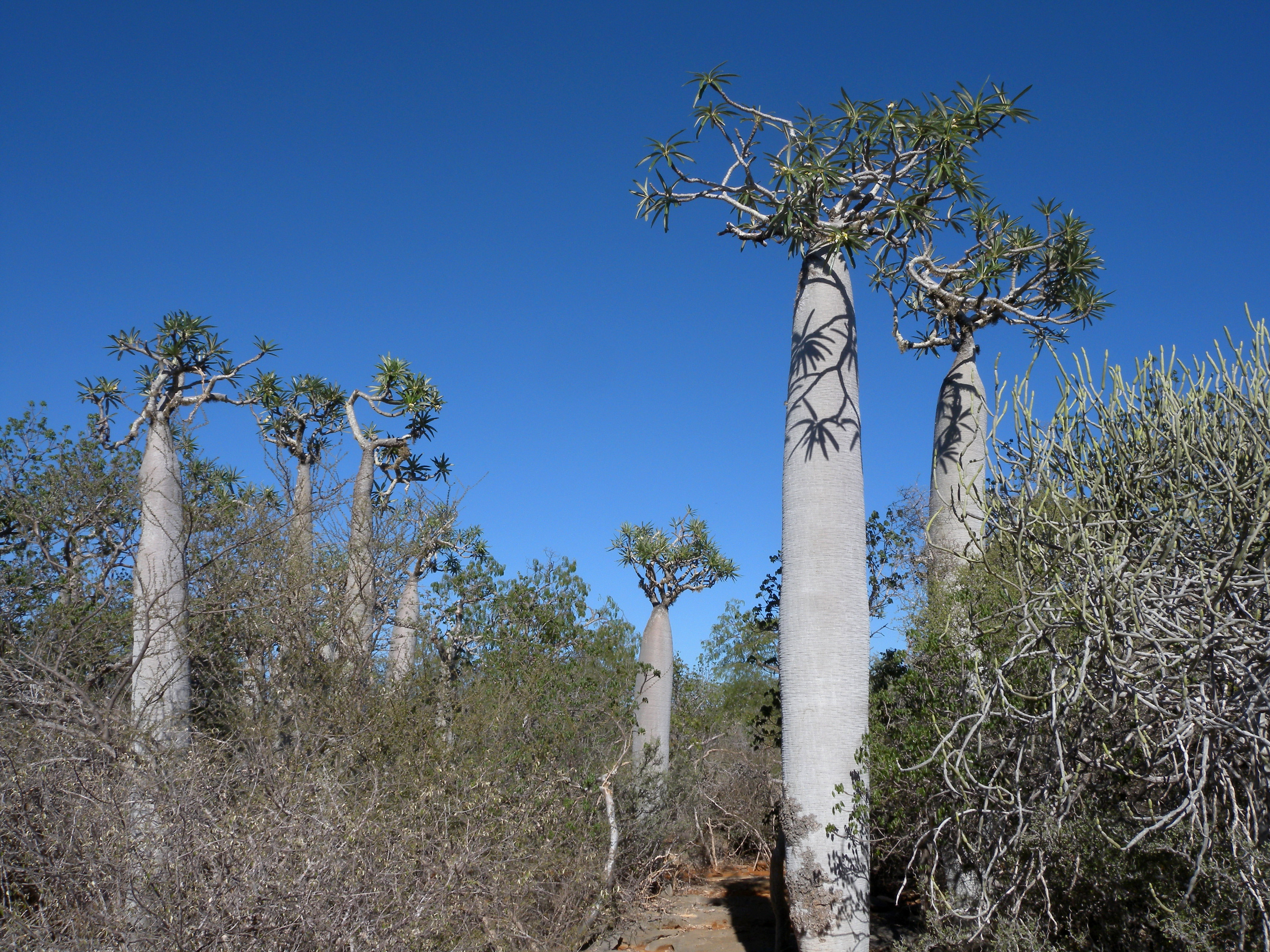
Planta en su hábitat

Se trata de una de las especies de Pachypodium más grandes de Madagascar, pudiendo alcanzar hasta 8 metros de altura.Además es la especie de Pachypodium que tiene las hojas más largas.
Señalar que esta especie es muy parecida a Pachypodium lamerei por lo que se puede confundir con ella. La diferenica principal radica en sus hojas, ya que mientras Pachypodium geayi las tiene de color verde con tonos grisáceos y una nervadura central de color rosa, Pachypodium lamerei las tiene de color verde y sin esa nervadura rosa.

## Distribución y hábitat
El área de distribución nativa de esta especie es el suroeste de Madagascar y crece principalmente en el bioma desértico o de matorral seco.

## Taxonomía
Pachypodium geayi fue descrita por los botánicos franceses Julien Noël Costantin y Désiré Georges Jean Marie Bois y publicada por primera vez en la revista científica Comptes Rendus Hebdomadaires des Séances de l'Academie des Sciences 145: 269 en 1907.
Etimología
- Pachypodium: nombre genérico que proviene de la combinación de dos términos del griego antiguo: pachys (que significa 'grueso') y podium (que significa 'pie' o 'base'), haciendo referencia a la característica morfología de muchas especies del género, que suelen tener troncos o tallos robustos y suculentos.
- geayi: epíteto específico otorgado en honor al farmacéutico, naturalista y viajero Martin François Geay. Dicho autor hizo una expedición a Madagascar, donde atravesó regiones inexploradas acumulando colecciones, tanto zoológicas como botánicas, incluidas curiosas euforbias espinosas y plantas de Pachypodium. En esa expedición se documentó por vez primera esta especie, y por ello, en honor a su descubridor se le puso ese nombre.[4]

## Estado de conservación
En la Lista Roja de Especies Amenazadas de la UICN, la especie está clasificada como “Preocupación Menor (LC)”.

## Usos
Pachypodium geayi se cultiva principalmente como planta ornamental, aunque la savia de esta planta es tóxica, por lo que se recomienda usar guantes al manipularla.
Además, en Madagascar se le atribuyen propiedades medicinales para tratar diversas dolencias.